# 你那邊怎樣·我這邊OK
《你那邊怎樣·我這邊OK》（英語：All Is Well）是一部台灣和新加坡合拍的電視劇，由臺灣电视公司、拙八郎创意执行有限公司和新加坡新传媒私人有限公司首次聯合製作、合作拍攝，台灣、新加坡跨境合作，兩地實景拍摄；台灣團隊由身兼總導演、總監製的王小棣帶領、新加坡團隊由監製梁來玲帶領，並且由藍正龍、藍心湄、曾之喬、曾沛慈、劉冠廷、吳岳擎、黃俊雄、陳羅密歐、陈泂江、方偉杰、沈琳宸、范文芳領銜主演。本劇於2019年1月16日開拍，5月30日殺青。
本劇以2016年轟動台灣的自動提款機吐鈔盜領案件為背景，劇情將雙線開展，一條故事線在新加坡，另一條故事線則在台北；本劇同时也獲得中華民國文化部107年度電視節目製作補助案連續劇類補助3800萬元。 

本劇於8月26日開始在新加坡播出；新加坡故事線在每逢星期一到五晚間9点在新传媒8频道播出，台灣故事線则在同一晚10点在新传媒U频道播出。台視主頻於8月30日起每週五晚間10點播出（8月30日至9月20日，單週播出台灣故事線，雙週播出新加坡故事線，9月27日起，每週五播出台灣故事線和新加坡故事線各一集）。於2020年1月3日播出台灣故事线最終回（19-20集），於2020年1月10日播出新加坡故事线最終回（19-20集）。该戏剧原定Astro AEC同步播出，因为戏剧有两个版本，分别为新加坡版和台湾版，节目改由八度空间播出，10月2日播出台湾版（除了10月7日），台湾版于11月6日播毕。而新加坡版于11月7日首播，并于12月10日播毕。

## 剧情双线发展的特点
分别发生在台湾和新加坡的两条故事线看似毫不相关，却又紧密结合。观众可以选择单看其中一条戏剧线，也可以串联着观看，在另一条戏剧线上得到如解谜般的补充和解释。

## 故事大綱
郭豪森為台灣騰昇銀行總裁郭嵩時之子，對酒和陶藝頗有鑽研，平時也會親自授教陶藝課，因哥哥郭耀森意外身亡、爸爸中風倒下，他緊急被董事會召進騰昇銀行接班，首要任務即是擔任騰昇銀行新加坡分行的總經理。騰昇銀行副總裁郭延豐為豪森的叔叔，擁有集團多年來的權力及人脈，與龍航集團、史耐達集團多有合作來往。小白兔闖入大森林，豪森發現了暗藏在各種事件背後的陰謀，為了生存他必須想辦法對抗……
騰昇銀行的長期合作夥伴龍航集團，產業跨足娛樂、鋼鐵、造船、貨運等事業，副總吳品叡與騰昇銀行副總裁郭延豐往來甚密，也與史耐達集團接班人李昊長期互看不順眼，為權力為地位驅使下，在一次談判中，發生了一樁殺人命案。而龍航集團旗下原計畫由台灣出發，預計抵達新加坡的貨船孝親號，莫名失聯，船上所有人、及藏身船上的台灣臥底警察下落不明，種種不尋常的事件引發新加坡警方及台灣刑事警察局關注，並派遣在新加坡放假旅遊的警察羅廷軒，留在當地進行追查……
擁有駭客專長的騰昇銀行新加坡員工Eric，因假冒學歷，被騰昇銀行特助Linda藉以此由威脅簽訂許多違法文件，為了報復Linda，Eric在駭客社團中認識的Justin遊說下，設計了自動吐鈔的駭客程式並賣給黑市。在客戶要求驗收下，Eric到了台灣執行測試任務，卻讓他成為八千萬ATM盜領案的嫌疑犯，連帶新加坡來台學廚藝的好友葉棟煌也被捲入涉案疑雲，虛擬世界的駭客陰謀、真實世界的通緝追捕，兩人在人地不熟的台灣展開未知的逃亡旅程……
台灣一起ATM盜領案，關聯出人的信任及小人物的無奈，新加坡一樁海上喋血案，牽扯出騰昇銀行背後的權力爭鬥、風起雲湧，究竟我們是遊戲的創造主?還是權力的犧牲者?

## 播放時間及平台

### 首播
| 頻道        | 所在地   | 首播日期                    | 备注                                                                   |
| ----------- | -------- | --------------------------- | ---------------------------------------------------------------------- |
| Toggle      | 新加坡   | 2019年8月19日               | 每週一上架10集 （Premium優先觀看）                                     |
| 新傳媒8頻道 | 新加坡   | 2019年8月26日               | 新加坡篇（20集） 週一至週五21:00 - 22:00                               |
| 新傳媒U頻道 | 新加坡   | 2019年8月26日               | 台湾篇（20集） 週一至週五22:00 - 23:00                                 |
| 台視主頻    | 臺灣     | 2019年8月30日 （至9月13日） | 台灣篇（第1－4集） 每週五22:00 - 00:00 （單週播出一次兩集）            |
| 台視主頻    | 臺灣     | 2019年9月6日 （至9月20日）  | 新加坡篇（第1－4集） 每週五22:00 - 00:00 （雙週播出一次兩集）          |
| 台視主頻    | 臺灣     | 2019年9月27日               | 台灣、新加坡篇（第5集起） 每週五22:00 - 00:00 （22:00、23:00各播一集） |
| 台視主頻    | 臺灣     | 2020年1月3日                | 台灣篇（第19－20集） （最終回） 週五22:00 - 00:00 （兩集連播）         |
| 台視主頻    | 臺灣     | 2020年1月10日               | 新加坡篇（第19－20集） （最終回） 週五22:00 - 00:00 （兩集連播）       |
| 八大戲劇台  | 臺灣     | 2019年9月1日 （至9月15日）  | 台灣篇（第1－4集） 每週日20:00 - 22:00 （單週播出一次兩集）            |
| 八大戲劇台  | 臺灣     | 2019年9月8日 （至9月22日）  | 新加坡篇（第1－4集） 每週日20:00 - 22:00 （雙週播出一次兩集）          |
| 八大戲劇台  | 臺灣     | 2019年9月29日               | 台灣、新加坡篇（第5集起） 每週日20:00 - 22:00 （20:00、21:00各播一集） |
| 八大戲劇台  | 臺灣     | 2020年1月5日                | 台灣篇（第19－20集） （最終回） 週日20:00 - 22:00 （兩集連播）         |
| 八大戲劇台  | 臺灣     | 2020年1月12日               | 新加坡篇（第19－20集） （最終回） 週日20:00 - 22:00 （兩集連播）       |
| 中華電信MOD | 臺灣     | 2019年9月2日                | 每週一凌晨00:00上架兩集                                                |
| Hami Video  | 臺灣     | 2019年9月2日                | 每週一凌晨00:00上架兩集                                                |
| myVideo     | 臺灣     | 2019年9月2日                | 每週一凌晨00:00上架兩集                                                |
| LINE TV     | 臺灣     | 2019年9月2日                | 每週一凌晨00:00上架兩集                                                |
| dimsum      | 马来西亚 | 2019年8月26日               | 新加坡篇（與新傳媒同步播出） 每週一至週五21:00上架一集                 |
| dimsum      | 马来西亚 | 2019年8月26日               | 台灣篇（與新傳媒同步播出） 每週一至週五22:00上架一集                   |
| 八度空間    | 马来西亚 | 2019年10月2日               | 台灣篇（20集） 每週一至週四21:30 - 22:30                               |
| 八度空間    | 马来西亚 | 2019年11月7日               | 新加坡篇（20集） 每週一至週四21:30 - 22:30                             |

### 重播
| 頻道        | 所在地   | 首播日期                    | 备注                                                                   |
| ----------- | -------- | --------------------------- | ---------------------------------------------------------------------- |
| 新传媒8频道 | 新加坡   | 2019年8月27日               | 新加坡篇 每週一至五 08:00 - 09:00                                      |
| 新传媒8频道 | 新加坡   | 2020年6月26日               | 新加坡篇 每週一至五 17:30 - 18:30                                      |
| 新传媒8频道 | 新加坡   | 2022年7月30日               | 新加坡篇 每週六至日 16:30 - 18:30                                      |
| 新传媒U频道 | 新加坡   | 2019年12月19日              | 台灣篇 每週二至六 00:30 - 02:30                                        |
| 新传媒U频道 | 新加坡   | 2020年7月11日               | 台灣篇 每週六至日 17:00 - 19:00                                        |
| 台視主頻    | 臺灣     | 2019年9月1日 （至9月15日）  | 台灣篇（第1－4集） 每週日23:45 - 01:45 （單週播出一次兩集）            |
| 台視主頻    | 臺灣     | 2019年9月8日 （至9月22日）  | 新加坡篇（第1－4集） 每週日23:45 - 01:45 （雙週播出一次兩集）          |
| 台視主頻    | 臺灣     | 2019年9月7日 （至9月21日）  | 台灣篇（第1－4集） 每週六13:00 - 15:00 （單週播出一次兩集）            |
| 台視主頻    | 臺灣     | 2019年9月14日 （至9月28日） | 新加坡篇（第1－4集） 每週六13:00 - 15:00 （雙週播出一次兩集）          |
| 台視主頻    | 臺灣     | 2019年9月29日               | 台灣、新加坡篇（第5集起） 每週日23:45 - 01:45 （23:45、00:45各播一集） |
| 台視主頻    | 臺灣     | 2019年10月5日               | 台灣、新加坡篇（第5集起） 每週六13:00 - 15:00 （13:00、14:00各播一集） |
| 台視主頻    | 臺灣     | 2020年1月5日                | 台灣篇（第19－20集） （最終回） 週日23:45 - 01:45 （兩集連播）         |
| 台視主頻    | 臺灣     | 2020年1月12日               | 新加坡篇（第19－20集） （最終回） 週日23:45 - 01:45 （兩集連播）       |
| 台視主頻    | 臺灣     | 2020年1月11日               | 台灣篇（第19－20集） （最終回） 週六13:00 - 15:00 （兩集連播）         |
| 台視主頻    | 臺灣     | 2020年1月18日               | 新加坡篇（第19－20集） （最終回） 週六13:00 - 15:00 （兩集連播）       |
| 八大戲劇台  | 臺灣     | 2019年9月2日 （至9月16日）  | 台灣篇（第1－4集） 每週一00:00 - 02:00 （單週播出一次兩集）            |
| 八大戲劇台  | 臺灣     | 2019年9月9日 （至9月23日）  | 新加坡篇（第1－4集） 每週一00:00 - 02:00 （雙週播出一次兩集）          |
| 八大戲劇台  | 臺灣     | 2019年9月7日 （至9月21日）  | 台灣篇（第1－4集） 每週六20:00 - 22:00 （單週播出一次兩集）            |
| 八大戲劇台  | 臺灣     | 2019年9月14日 （至9月28日） | 新加坡篇（第1－4集） 每週六20:00 - 22:00 （雙週播出一次兩集）          |
| 八大戲劇台  | 臺灣     | 2019年9月8日 （至9月22日）  | 台灣篇（第1－4集） 每週日00:00 - 02:00 （單週播出一次兩集）            |
| 八大戲劇台  | 臺灣     | 2019年9月15日 （至9月29日） | 新加坡篇（第1－4集） 每週日00:00 - 02:00 （雙週播出一次兩集）          |
| 八大戲劇台  | 臺灣     | 2019年9月8日 （至9月22日）  | 台灣篇（第1－4集） 每週日10:00 - 12:00 （單週播出一次兩集）            |
| 八大戲劇台  | 臺灣     | 2019年9月15日 （至9月29日） | 新加坡篇（第1－4集） 每週日10:00 - 12:00 （雙週播出一次兩集）          |
| 八大戲劇台  | 臺灣     | 2019年9月8日 （至9月22日）  | 台灣篇（第1－4集） 每週日14:00 - 16:00 （單週播出一次兩集）            |
| 八大戲劇台  | 臺灣     | 2019年9月15日 （至9月29日） | 新加坡篇（第1－4集） 每週日14:00 - 16:00 （雙週播出一次兩集）          |
| 八大戲劇台  | 臺灣     | 2019年9月14日 （至9月28日） | 台灣篇（第1－4集） 每週六10:00 - 12:00 （單週播出一次兩集）            |
| 八大戲劇台  | 臺灣     | 2019年9月21日 （至10月5日） | 新加坡篇（第1－4集） 每週六10:00 - 12:00 （雙週播出一次兩集）          |
| 八大戲劇台  | 臺灣     | 2019年9月14日 （至9月28日） | 台灣篇（第1－4集） 每週六14:00 - 16:00 （單週播出一次兩集）            |
| 八大戲劇台  | 臺灣     | 2019年9月21日 （至10月5日） | 新加坡篇（第1－4集） 每週六14:00 - 16:00 （雙週播出一次兩集）          |
| 八大戲劇台  | 臺灣     | 2019年9月30日               | 台灣、新加坡篇（第5集起） 每週一00:00 - 02:00 （00:00、01:00各播一集） |
| 八大戲劇台  | 臺灣     | 2019年10月5日               | 台灣、新加坡篇（第5集起） 每週六20:00 - 22:00 （20:00、21:00各播一集） |
| 八大戲劇台  | 臺灣     | 2019年10月6日               | 台灣、新加坡篇（第5集起） 每週日00:00 - 02:00 （00:00、01:00各播一集） |
| 八大戲劇台  | 臺灣     | 2019年10月6日               | 台灣、新加坡篇（第5集起） 每週日10:00 - 12:00 （10:00、11:00各播一集） |
| 八大戲劇台  | 臺灣     | 2019年10月6日               | 台灣、新加坡篇（第5集起） 每週日14:00 - 16:00 （14:00、15:00各播一集） |
| 八大戲劇台  | 臺灣     | 2019年10月12日              | 台灣、新加坡篇（第5集起） 每週六10:00 - 12:00 （10:00、11:00各播一集） |
| 八大戲劇台  | 臺灣     | 2019年10月12日              | 台灣、新加坡篇（第5集起） 每週六14:00 - 16:00 （14:00、15:00各播一集） |
| 八大戲劇台  | 臺灣     | 2020年1月6日                | 台灣篇（第19－20集） （最終回） 週一00:00 - 02:00 （兩集連播）         |
| 八大戲劇台  | 臺灣     | 2020年1月13日               | 新加坡篇（第19－20集） （最終回） 週一00:00 - 02:00 （兩集連播）       |
| 八大戲劇台  | 臺灣     | 2020年1月11日               | 台灣篇（第19－20集） （最終回） 週六20:00 - 22:00 （兩集連播）         |
| 八大戲劇台  | 臺灣     | 2020年1月18日               | 新加坡篇（第19－20集） （最終回） 週六20:00 - 22:00 （兩集連播）       |
| 八大戲劇台  | 臺灣     | 2020年1月12日               | 台灣篇（第19－20集） （最終回） 週日00:00 - 02:00 （兩集連播）         |
| 八大戲劇台  | 臺灣     | 2020年1月19日               | 新加坡篇（第19－20集） （最終回） 週日00:00 - 02:00 （兩集連播）       |
| 八大戲劇台  | 臺灣     | 2020年1月12日               | 台灣篇（第19－20集） （最終回） 週日10:00 - 12:00 （兩集連播）         |
| 八大戲劇台  | 臺灣     | 2020年1月19日               | 新加坡篇（第19－20集） （最終回） 週日10:00 - 12:00 （兩集連播）       |
| 八大戲劇台  | 臺灣     | 2020年1月12日               | 台灣篇（第19－20集） （最終回） 週日14:00 - 16:00 （兩集連播）         |
| 八大戲劇台  | 臺灣     | 2020年1月19日               | 新加坡篇（第19－20集） （最終回） 週日14:00 - 16:00 （兩集連播）       |
| 八大戲劇台  | 臺灣     | 2020年1月18日               | 台灣篇（第19－20集） （最終回） 週六10:00 - 12:00 （兩集連播）         |
| 八大戲劇台  | 臺灣     | 2020年1月25日               | 新加坡篇（第19－20集） （最終回） 週六10:00 - 12:00 （兩集連播）       |
| 八大戲劇台  | 臺灣     | 2020年1月18日               | 台灣篇（第19－20集） （最終回） 週六14:00 - 16:00 （兩集連播）         |
| 八大戲劇台  | 臺灣     | 2020年1月25日               | 新加坡篇（第19－20集） （最終回） 週六14:00 - 16:00 （兩集連播）       |
| 八大綜合台  | 臺灣     | 2019年9月8日 （至9月22日）  | 台灣篇（第1－4集） 每週日21:30 - 23:30 （單週播出一次兩集）            |
| 八大綜合台  | 臺灣     | 2019年9月15日 （至9月29日） | 新加坡篇（第1－4集） 每週日21:30 - 23:30 （雙週播出一次兩集）          |
| 八大綜合台  | 臺灣     | 2019年9月9日 （至9月23日）  | 台灣篇（第1－4集） 每週一02:00 - 04:00 （單週播出一次兩集）            |
| 八大綜合台  | 臺灣     | 2019年9月16日 （至9月30日） | 新加坡篇（第1－4集） 每週一02:00 - 04:00 （雙週播出一次兩集）          |
| 八大綜合台  | 臺灣     | 2019年9月14日 （至9月28日） | 台灣篇（第1－4集） 每週六21:30 - 23:30 （單週播出一次兩集）            |
| 八大綜合台  | 臺灣     | 2019年9月21日 （至10月5日） | 新加坡篇（第1－4集） 每週六21:30 - 23:30 （雙週播出一次兩集）          |
| 八大綜合台  | 臺灣     | 2019年9月15日 （至9月29日） | 台灣篇（第1－4集） 每週日02:00 - 04:00 （單週播出一次兩集）            |
| 八大綜合台  | 臺灣     | 2019年9月22日 （至10月6日） | 新加坡篇（第1－4集） 每週日02:00 - 04:00 （雙週播出一次兩集）          |
| 八大綜合台  | 臺灣     | 2019年10月6日               | 台灣、新加坡篇（第5集起） 每週日21:30 - 23:30 （21:30、22:30各播一集） |
| 八大綜合台  | 臺灣     | 2019年10月7日               | 台灣、新加坡篇（第5集起） 每週一02:00 - 04:00 （02:00、03:00各播一集） |
| 八大綜合台  | 臺灣     | 2019年10月12日              | 台灣、新加坡篇（第5集起） 每週六21:30 - 23:30 （21:30、22:30各播一集） |
| 八大綜合台  | 臺灣     | 2019年10月13日              | 台灣、新加坡篇（第5集起） 每週日02:00 - 04:00 （02:00、03:00各播一集） |
| 八大綜合台  | 臺灣     | 2020年1月12日               | 台灣篇（第19－20集） （最終回） 週日21:30 - 23:30 （兩集連播）         |
| 八大綜合台  | 臺灣     | 2020年1月19日               | 新加坡篇（第19－20集） （最終回） 週日21:30 - 23:30 （兩集連播）       |
| 八大綜合台  | 臺灣     | 2020年1月13日               | 台灣篇（第19－20集） （最終回） 週一02:00 - 04:00 （兩集連播）         |
| 八大綜合台  | 臺灣     | 2020年1月20日               | 新加坡篇（第19－20集） （最終回） 週一02:00 - 04:00 （兩集連播）       |
| 八大綜合台  | 臺灣     | 2020年1月18日               | 台灣篇（第19－20集） （最終回） 週六21:30 - 23:30 （兩集連播）         |
| 八大綜合台  | 臺灣     | 2020年1月25日               | 新加坡篇（第19－20集） （最終回） 週六21:30 - 23:30 （兩集連播）       |
| 八大綜合台  | 臺灣     | 2020年1月19日               | 台灣篇（第19－20集） （最終回） 週日02:00 - 04:00 （兩集連播）         |
| 八大綜合台  | 臺灣     | 2020年1月26日               | 新加坡篇（第19－20集） （最終回） 週日02:00 - 04:00 （兩集連播）       |
| 八度空间    | 马来西亚 | 2020年9月7日                | 台湾篇 星期一及二 23:00 - 00:30（两集连播）                            |
| 八度空间    | 马来西亚 | 2020年10月12日              | 新加坡篇 星期一及二 23:00 - 00:30（两集连播）                          |

## 演員表

### 郭家（騰昇銀行）
| 演員                            | 角色         | 簡介 |
| 蓝正龙 青年：陶雨隆             | 郭豪森       | 騰昇銀行新加坡分行總經理 郭嵩時之子，對酒和陶藝頗有所鑽研，平時也會親自授教陶藝課，因哥哥郭耀森意外身亡、爸爸中風倒下，緊急被董事會召進騰昇銀行接班，首要任務即是擔任騰昇銀行新加坡分行的總經理。進了騰昇銀行，他面臨的是親叔叔以副總裁名義下的各種指導其，在人生地不熟的新加坡，獨自面對與龍航、史耐達兩大集團角力拉扯。涉入越深水越濁，他發現了隱藏在銀行背後的帳務秘密，哥哥的死亡、內神通外鬼的陰謀、幕後黑手的操控、集團之間的暗潮洶湧，他脫不了身、只能放手一搏!他其實想要平凡安定的日子，就像是遇見鬼靈精怪卻一心一意對他的范筱艾，但他背後扛著的重擔卻令他無法去計較浪漫的兒女情長 于第20集與延豐因掏空银行、违法超贷、甚至经手不法建案一事，双双被捕入獄。 |
| 張銘                            | 郭延豐       | 騰昇銀行副總裁 郭豪森的叔叔，總是滿臉笑容，外表和善，實際上個性陰險，目光狹隘，行事唯利是圖，不擇手段。跟兩位兄長共同經營銀行時，負責疏通官員，因此政商人脈和媒體公關都掌握在延豐手上。自二哥病逝，長兄郭嵩時又中風倒下後，接班人郭耀森海外意外死亡，只是等待機會的他沒料到股東們要姪子郭豪森接任總裁…明明是一起出來闖盪的，憑什麼騰昇銀行不是他的?為了自己的利益，他與龍航集團及史耐達集團建立密切合作，並私底下與政府官員們進行各種條件交易，看似提攜郭豪森，其實私下布局掌權，甚而掏空銀行 于第20集與豪森因掏空银行、违法超贷、甚至经手不法建案一事，双双被捕入獄。                                                                                              |
| 孫情                            | 楊叔         | 管家 郭家的忠僕，面無表情寡言沈靜，因郭嵩時對他有恩，年輕時便跟隨郭嵩時。在老爺中風後，盡其所能輔佐少主郭豪森，希望他有朝一日能接手爸爸的位置，掌管騰昇銀行的經營權，老爺的遺願，是騰昇銀行不能落入外人手上，雖然這其中的水很深，但他相信，少主一定能做到…面對被種種的爭鬥捲入這場權力遊戲之中的少主，他願意頃盡所有，在豪森孤立無援的時候，絕無二心的忠誠協助! |
| 范文芳                          | Linda        | 騰昇銀行新加坡分行總經理特助 豪森特助，原是耀森的助理，常藉由老闆助理的便利，收下不少禮物。後越來越大膽，開始利用公司的漏洞斂財。她打扮亮麗，精明幹練，善於心計，懂得察言觀色、借刀殺人。眼裡沒有是非對錯，只有實用價值，對工作以外的事情毫無興趣，還好家裡有個言聽計從的老公Peter在打理著。在金銀帝國中，為了自保，她暗藏證據，因而掌握了騰昇銀行許多秘密，更方便她運用手段獲取利益。在得知Eric假造學歷後，威迫Eric幫她中飽私囊，可惜行跡敗露，把柄反落入Eric手中……面對新官郭豪森上任，她得把握一切都在自己的掌控中 于第8集因在半路为闪避摩托车而车祸身亡。 |
| 张耀仁 12歲：陳羽翔 7歲：張育誠 | 沈安义／陳儲 | 騰昇銀行總部保全 沈安蕙的弟弟，外表健壯不起眼，吐鈔案爆發後，面對媒體記者的探詢，盡忠職守的守護大樓秩序。從一介保全晉升郭延豐的重用，於公，他就像是安全的守護者，秉持著不看不聽不說也不問；於私，他就像鄰家大哥哥一樣，溫柔體貼替人著想。小跟姐姐安蕙相依为命，因为腾升银行将黑锅栽赃给安蕙，使安蕙得了躁郁症，最后烧炭自杀，而在腾升银行纵火，出獄後應徵保全只為姐姐報仇 于第20集到仓库救許寧時遭吳品叡開槍射殺，最終重伤不治身亡。 |
| 王德生 青年：戈鑫               | 郭嵩時       | |

### 吴家（龍航集團）
| 演員   | 角色   | 簡介 |
| 陈泂江 | 吴品叡 | 龍航集團總經理 在吳家排名老么，是二房的兒子。從小被送至新加坡唸書，外表白淨斯文，雖是家中獨子，但大房所生的姐姐們，總是暗中在事業上與他較勁，讓他不得不為自己打算。為了贏取父親的信任，花了不少心思經營生意，私下幫龍航在新加坡打通諸多政商金流，卻仍不得重視。待人溫和有禮，但其實內心相當粗暴殘忍，狡猾偏激、城府極深，庶出的命運讓他無所不用其極。最終因殺人入獄。 |
| 陈泰铭 | Peter  | 龍航集團畫廊經理 Linda的老公，溫文儒雅，帶有書卷氣息。安靜、內斂，對一般人都是話不投機半句多，看似與世無爭實則猶豫不決的個性和老婆Linda的強勢形成對比。喜歡藝術，一提到藝術便能侃侃而談，流露出熱情、投入的一面。但在老婆眼中，那都是不賺錢的興趣。經由老婆介紹，在龍航吳品叡的畫廊擔任經理一職，卻常常收到老婆命令替她辦事，卻不知道其背後藏著什麼樣詭計多端的秘密。 |
| 黄炯耀 | Benson | 黑幫大佬，吴品叡的手下兼得力助手 |

### 范家
| 演員   | 角色            | 簡介 |
| 蓝心湄 | 甄蒂 （范美意） | 過氣藝人 范筱艾之母，十八歲闖蕩演藝界，並以動感舞曲闖出名號，出過不少專輯，造型大膽性感，在演藝界起伏三十幾年，曾紅遍星馬一帶，在那目前還有點知名度。這幾年觀眾已經不太認識她了，失去舞台與掌聲，甄蒂幾乎要淪落去歌廳或紅包場唱歌維繫生活，50歳的她夢想就是能再擁有自己的節目。獨身的她，平常沒事喜歡上網打打遊戲，結果因此結識了小自己二十幾歲的新加坡網友葉棟煌，當棟煌意外牽扯盜領案變成通緝犯之後，甄蒂輾轉幫忙收留了他，協助這段驚險的躲藏過程 于第12集遭遇車禍当场身亡。 |
| 曾之喬 | 范筱艾          | 广告企划 外表漂亮出眾，個性活潑又機伶，人生的目標就是嫁給有錢人。國小六年級被送出國唸書，大學畢業才回台灣，進入廣告公司當企劃，同時也積極投資自己，上各式各樣的才藝課，插花、陶藝、瑜珈等，陶藝老師就是郭豪森。筱艾全力讓自己保持一個完美的姿態，做好隨時可以嫁入豪門的準備。 |

### 李家（史耐達集團）
| 演員   | 角色   | 簡介 |
| 小亮哥 | 李父   | 史耐達集團總裁 李昊之父。 |
|        | 李昊   | 史耐達集團少東 身為史耐達集團唯一繼承人，他個性狂妄自大，行事紈絝，私生活揮霍無度，迷戀女色，直到遇見那個能打能追的女警葉佳欣。對於接班父親事業，信心滿滿，只可惜有勇無謀，重要決策容易躁進，被父親派至新加坡磨練，卻讓這幾年史耐達與龍航集團的關係產生了變化，屢屢僭越龍航底線，埋下了兩家衝突的導火線。于第15集因警方已鎖定蔡富莱命案的嫌疑犯身份，过程中佳欣差点被人打伤，扑上去帮她挡，结果中枪倒下，最終在醫院不治身亡。 |
| 羅平   | 馬東寶 | 聽命於史耐達集團的殺手，豪邁重義氣，喜歡逞兇鬥狠的快感。毫無畏懼聽令行事的作風讓他受到李昊重用，處理了許多見不得光的事，替李家的事業除掉許多絆腳石…… |

### 葉家（雞販攤）
| 演員                  | 角色   | 簡介 |
| 陈汉玮                | 叶力财 | 雞飯攤老闆 张碧珠之夫，叶栋煌、叶佳欣之父，年輕時期就在鍋爐前打轉，與妻子辛苦經營小小的海南雞飯攤，齊心把兩個孩子養大。眼看著兩個孩子長大了，總希望能給他們更多、能讓家裡過更好的日子。人，不能貪、也不能一步錯。瞞著家人在地下賭場染上賭博惡習，加上兒子在台灣買房子發生狀況，雪上加霜，積欠鉅額債款，走向無法挽回的地步。當他驚醒回頭時，卻發現自己已捲入集團背後的違法案件中，無法脫身。他是否還能轉身擁抱最愛的妻子?是否還能撐起這個家? |
| 郑惠玉                | 张碧珠 | 雞飯攤老闆娘 叶力财之妻，叶栋煌、葉佳欣之母，和老公一起经营海南鸡饭生意。嗓门大，鸡婆爱嚼舌根，为人极度节俭但热心邻里，而且重视孩子的教育，所以非常支持儿子要到其它地方闯荡。 |
| 陈罗密欧 童年：謝穎澤 | 叶栋煌 | 厨师 葉力財、張碧珠之子，個性活潑，喜歡自由，對朋友重情重義，從小與Eric一起長大，就像是親兄弟，兩人都希望有一天可以從組屋出去更上層樓。他知道爸媽傳統的想法，希望他趕緊接手家裡的雞飯攤、接著結婚生子，但棟煌想要自己闖出一番事業啊!於是他把家裡交給妹妹，隻身前往台灣五星級大飯店學習廚藝、還在台灣置產買房，期待未來讓家人可以過更好的夢想。棟煌閒暇時最愛玩手機遊戲，透過無遠弗屆的網路世界認識諸多網友，終於在茫茫網海中遇見心儀對象小喬。台灣工作不輕鬆卻獲得很多，加上Eric來台灣剛好忙中偷閒來場觀光旅遊放鬆一下，順道可以約網友小喬出來相認，沒想到自己竟然牽涉到了ATM盜領案，可惡的是Eric竟然害他被通緝，還好有小喬的表姊甄蒂好心收留了他。 |
| 沈琳宸                | 叶佳欣 | 新加坡刑事侦查局警員 叶栋煌之妹。帥氣俐落，是棟煌在台灣被通緝時與家裡唯一有連繫的窗口。爸媽老是擔心當警察又男孩樣的佳欣嫁不出去，每每有男同事來家裡時，總是會認為對方就是佳欣的對象。雖為女孩卻不畏強權，尤其是追查罪犯時更是不遺於力，充滿正義的她總想不通，像是遇上史奈達集團的李昊，已經擁有背景名利的人生為何還不滿足? |

### 劉家
| 演員   | 角色   | 簡介 |
| 吴岳擎 | 刘东   | 專案小組成員 刘维芸之堂哥，是警察學校畢業的基層員警。個性單純耿直、四肢發達，凡是直線思考，對許多事都遲鈍慢熟。在警大時也曾經是發哥的學生，雖然很認真但課業表現普通，沒有讓發哥留下太多印象。畢業之後在派出所擔任基層員警，非常崇拜發哥，也很羨慕早早考上刑事局的羅廷軒。熱心轄區工作之外一心渴望能辦大案子，一直拜託廷軒幫他牽線，沒想到第一個竟就讓他碰上了震驚世界的ATM盜領案，還被發哥帶進了專案小組裡。                                                                  |
| 曾沛慈 | 刘维芸 | 文字记者 刘东杰的堂妹，从小在台南长大，一路念资优班第一名毕业，大学考上台北某国立大学新闻系，在学校无论社团还是系上的比赛活动，一直是风云人物。乡下父母期待能有个主播女儿，无论五官台風都是主播相，在亲朋好友眼中，是個人生胜利组，尤其是她堂哥更把她当作骄傲的门面。一开始对银行盗领案关注时，意外结识了卷入盗领案的新加坡银行職员Eric，起初带着猎奇接近Eric到最后两人不打不相识；另一方面，芸芸对新闻探究的热情也让她屡屡陷入危机，她不禁开始怀疑这世界是否还有真理与公义…… |

### 路家
| 演員                | 角色            | 簡介 |
| 黃俊雄 童年：王勇畯 | 路瑞克 （Eric） | 騰昇銀行新加坡分行員工 聰明理智，擁有高超的駭客技術，努力想要翻轉自己卑微的出身，人生的目標就是功成名就。在阿嬤的期許下考進了英國劍橋，卻在半年後慘遭退學，不願讓阿嬤失望，於是靠自己想辦法在英國打工過日子，同時也轉到其他普通大學就讀，直到畢業歸國後進入了騰昇銀行，就在大家慶賀他成功時，他假造畢業證書的事被Linda揭露，不甘被當成威脅手段逼著他違法作業，他只好駭進Linda電腦獲取把柄反過來自保。此時，在英國參加駭客競技賽時認識高手Justin牽線，接下針對銀行ATM系統漏洞開發的破解程式，希望能將程式賣給資安公司，快點存錢讓阿嬤可以過好日子。他萬萬沒料到來到台灣測試系統，不僅將自己捲入盜領案，也拖著好友棟煌下水成了警方通緝對象。他抽絲剝繭後發現了被駭客一手操控的陰謀，但要怎麼才能讓人家相信，他是無辜的? |
| 金银姬              | 路老太太        | 雞飯攤雜工 路瑞克的奶奶，思想傳統，勤奮節儉的上一代華人，兒子媳婦在一次車禍中過世，她孤身一人帶著孫子相依為命，也好心收養了肇事夫妻遺留下來的兒子蔡富萊，一個會念書、一個夠貼心，雖然辛苦但總想著孫子過得好就行。只是當Eric學成歸國，令人歡喜羨慕之際，卻被列為盜領案的主嫌，令阿嬤錯愕… |

### 偵三隊
| 演員   | 角色           | 簡介 |
| 庹宗华 | 张振发         | 偵三隊大隊長 人稱發哥，中央警察大學行政警察學系58期畢業，專責經濟犯罪案件偵查，負責綜理隊務、以及內部管理考核。職位節節高昇，看似風光，卻是犧牲家庭與健康換來的。個性勤奮牢靠、觀察力敏銳，是個固執直爽、刀子嘴豆腐心卻容易不耐煩的長官。過去經歷北縣分局組長、保安警隊隊長、台北市刑大偵察科研究員、鑑識科技正兼任秘書室主任，期間也曾在警大擔任助理教授，羅廷軒是他任教最後一屆的學生。走過分居、和平的離婚協議，目前與十歲的獨生子佑佑一起生活，因共同監護，所以還持續與前妻保持互動，然而因騰昇銀行發生ATM跨國盜領案，他被任命為專案小組組長，屢屢錯過兒子的學校活動，讓發哥再次陷入家庭與工作的難題之中。 |
| 吴岳擎 | 刘东           | 警员，刘振发之下属 詳見劉家 |
| 刘冠廷 | 罗廷轩 （Tim） | 台湾刑警 從小父母離異，父親又早逝，就由姑姑送進了孤兒院。他聽從家人意見說當上警察就是個好選擇。於是考了警察大學。記憶力極好的他28歲就進刑事局，羅廷軒是個機靈但很會摸魚又畏懼暴力的小警官，幸好有資深刑警發哥做「師父」帶著他。此次因為有臥底警察在運有毒品的船上失聯，警察身上的發信器定位在新加坡，因此正在新加坡渡假的廷軒因地利之便就被師父派去當地瞭解調查 于第20集被吴品叡打至重伤昏迷，最后苏醒 |

### 台灣線其他演員
| 演員        | 角色           | 簡介 |
| 姚坤君      | 莎曼珊         | |
| 曹西平      | 丹尼爾         | 甄蒂的男性好友                                                                                                   |
| 海裕芬      | 阿梅           | 劉維芸所任職新聞台的直屬上司                                                                                     |
| 楊雄        | 吳父           | |
| 羅光旭      | 白姜元         | 韓國人，為龍航集團有合作夥伴，是政治圈很有手腕的軍火掮客，和幾個東南亞國家十分交好，也協助他的政府將錢洗到國外。 |
| 劉子銓      | 王庭鈺         | 17歲高中生，電競天才，綽號叫小鈺，王皓如的弟弟。                                                                 |
| 陳婉婷      | 王皓如         | 騰昇銀行台灣總部女員工，因超貸而遭判刑入獄，王庭鈺的姊姊。                                                       |
| 江沂宸      | 沈安惠         | 沈安義的姊姊，原為在騰昇銀行擔任會計，因被科長教唆認罪，得了躁郁症，最后烧炭自杀。                               |
| 禾語辰      | Mico           | |
| 林孫煜豪    | 駭客小藍       | |
| 朱宥丞      | 佑佑           | 張振發兒子 |
| 魏文俊      | 佑佑           | |
| 李英宏      | 阿力           | |
| 張明浩      | 小廖           | |
| 張洋        | 阿忠           | |
| 呂旻璟      | 小旻           | |
| 吳旭東      | 小高           | |
| HERMAN      | 安德烈         | 盜領案洗錢車手。                                                                                                 |
| Wllllam     | 維克多         | 盜領案洗錢車手。                                                                                                 |
| NICK        | 米蘭           | 盜領案洗錢車手。                                                                                                 |
| Karim       | 馬克           | 盜領案洗錢車手。                                                                                                 |
| STAS        | 尤里           | 盜領案洗錢車手。                                                                                                 |
| ALEX        | 包里斯         | 盜領案洗錢車手。                                                                                                 |
| 羅美玲      | 朵優媽         | |
| 拉卡·巫茂   | 朵優舅舅       | |
| 吉娃斯·吉果 | 朵優阿嬤       | |
| 黃子庭      | 朵優           | |
| 劉怡明      | 遊民大嬸       | |
| 吳旻浩      | 中年警察       | |
| 姜智航      | 芸芸攝影師     | |
| 柳順堂      | 檢座           | |
| 曾湋茹      | 發嫂           | |
| 吳世偉      | 侯啟源         | |
| 崔若強      | 名嘴           | |
| 曾彭財      | 名嘴           | |
| 劉昌漢      | 富光建設負責人 | |
| 葉靜涵      | 記者同事       | |
| 李香均      | 女侍者         | |
| 陳威安      | 導播           | |
| 羅宏任      | 製作人         | |
| 吳珍珍      | 豪森秘書       | |
| 黃文彬      | 醫生           | |
| 何冠漢      | 房仲           | |
| 哈利        | 年經裸男       | |
| 王昱翔      | 賴經理         | |
| 林聖傑      | 殺手           | |
| 張天祥      | 老獸醫         | |
| 李建常      | 許寧           | |
| 彭義        | 流浪漢         | |
| 范姜泰基    | 主持人         | |
| 殷正平      | 趙律師         | |
| 管謹宗      | 江律師         | |
| 蔡明翰      | 洪律師         | |
| 李中渝      | 周律師         | |
| 王芮希      | 女記者         | |
| 張芷丁      | 潘董           | |
| 張煥鐘      | 葉董           | |
| 魏文良      | 張董           | |
| 江家賢      | 李董           | |
| 鄭文龍      | 羅老闆         | |

### 新加坡線其他演員
| 演員                | 角色        | 簡介 |
| 陳澍城              | 陳董        | |
| 张耀栋 童年：鄭凱澤 | 蔡富来      | 跑船廚師 個性耿直憨厚，不善與人爭論計較。小時候一場意外事件導致ERIC父母被他爸爸開車撞死，無法承受家庭變故的蔡媽媽也拋下富萊，一走了之。幸虧Eric的阿嬤不計前嫌接手照顧富萊的生活，從此他和Eric、阿嬤三人組成了一個相依為命的小家庭。自知受到阿嬤太多的照護、也打從心底對不起ERIC，他發誓一定要好好孝順阿嬤、也要把ERIC當一輩子的兄弟永遠挺著!不夠聰明的他勤快打工賺錢，陪著阿嬤終於等到ERIC從英國留學回來。當大家慶祝著ERIC進入騰昇銀行工作，他發現好友竟然違背良心搞出了假學歷…為了存多點錢、也看不下去ERIC的作法，他在朋友的介紹下考取船員廚師執照開始了跑船人生，卻無辜的捲入了史耐達和龍航之爭…… |
| 蔡琦慧              | 林芝玲      | 伴遊小姐 筱艾的閨蜜好友，風姿綽約的美女，不說話就能引來男人愛慕的眼光。高中畢業後沒多久父親因病過世，一路的孤單讓她渴望親情，22歲時未婚生子有了兒子小吉後，芝玲的生活終於有了重心。她想給小吉最好的生活，卻僅能勉強提供小吉基本所需，看盡人生百態，她不要讓小吉在成長過程中有所遺憾。因為想多賺一點錢的她，在兒子生日當天接了一個伴遊的工作，卻不知她將陷入集團鬥爭的險境之中 於第2集遭吳品叡刺殺身亡。 |
| 陈楚寰              | 吕宜珮      | April 李昊之情妇 |
| 林道銳              | 小吉        | 芝玲的兒子。街頭巷尾出了名的搗蛋鬼，活潑聰明，心思細膩敏感，平常最愛黏著媽媽芝玲。當芝玲出門時，會託Eric阿嬤或是來到新加坡的筱艾，幫忙照顧。雖然小吉百般不情願仍舊盡量配合在大人的面前當個乖孩子。生日這天，媽媽答應她，工作完後要一起過生日，卻一直等不到消息… |
| 周敘豐              | 阿信        | |
| 傅芳儀              | Monico      | |
| 顏順達              | Aaron       | |
| 王嘉翊              | Albert      | |
| 郭進豪              | Barry       | |
| 陸仁傑              | Botok       | |
| 蕭靖親              | Cindy       | |
| 吳俊逸              | Goh         | |
| 吳委恩              | Isabella    | |
| Yogo Lomaya         | James       | |
| 陳南松              | Jason       | |
| 藍美卿              | Kate        | 寄養媽媽 |
| 翁興昂              | Kenzo       | |
| 沈輝                | Lucille     | |
| 陳湘榕              | Mandy       | |
| 卓漢隆              | Marcus      | |
| Christlan L.        | Mr.Will     | |
| 莊薇霓              | Nikki       | |
| 曾佳升              | Paul哥      | |
| 陳瑋甜              | Red         | |
| 王筱惠              | Rose        | |
| 梁人介              | Sotong      | |
| Amit Gilboo         | Steve       | |
| 方偉豪              | Thomas      | |
| 蔣濰盛              | Uncle Leong | |
| 鍾妹麗              | 三姑        | |
| 高逸芯              | 女主播      | |
| 張永鍁              | 小吉老師    | |
| 鄭揚溢              | 小鬼        | |
| 洪國竣              | 阿才        | |
| 餘麗愛              | 六婆        | |
| 陳秀芬              | 六嬸        | |
| Sanjay              | 手機電兒子  | |
| 李軒宇              | 阿傑        | |
| 符芳錦              | 阿森        | |
| 吳訓專              | 品叡司機    | |
| 莫健發              | 秦秘書      | |
| 許瑞啟              | 酒保        | |
| 方寶釧              | 婚紗店店員  | |
| 吳妮娟              | 瑜珈老師    | 范筱艾在新加坡閒暇時後去瑜珈課的導師。 |
| 李特                | 鄭先生      | |
| 林崇慶              | 龍航手下    | |
| 張宏量              | 醫生        | |
| 林偉勝              | 藥頭        | |
| 鐘耀倫              | 主廚        | |
| 陳明珠              | 東菱        | |
| 陳赤豪              | 石頭        | |
| 朱玉葉              | 名媛        | |
| 林慧欣              | 君君        | |
| 曾文偉              | 李明捷      | |
| 呂霖軒              | 男主播      | |
| 周仲達              | 車主        | |

### 客串演員
| 演員     | 角色   | 簡介                                                  |
| 吳昆達   | 阿進   | 台湾刑警 為龍航集團的臥底警員，被馬東寶下藥中毒而死。 |
| 盧郭秀雲 | 老闆娘 | 民宿櫃台老闆娘 提供民宿場地，情義演出。               |

## 記事
- 2018年12月5日：「新加坡電視節」媒體記者會（地点：滨海湾金沙会议展览中心）
- 2019年1月15日：「聯合開鏡發布會」（地点：台北圓山大飯店）
- 2019年1月16日：首日開鏡拍攝（地点：台北圓山大飯店）
- 2019年5月28日：殺青酒（地点：台北圓山大飯店）
- 2019年8月27日：首映會（地点：台北圓山飯店國際會議廳10F）

## 電視原聲帶
| 曲序 | 曲目                       |          | 作曲                    | 演唱   |
| ---- | -------------------------- | -------- | ----------------------- | ------ |
| 1.   | 人間失格（新加坡篇片尾曲） | 崔惟楷   | 蘇靖凱                  | 李玖哲 |
| 2.   | 最壞的最好（台湾篇片尾曲） | 周煒傑   | 許郁翎                  | 李玖哲 |
| 3.   | 誓言（新加坡篇插曲）       | 糯米     | 小少                    | 黃振隆 |
| 4.   | 没什麼不能愛（台湾篇插曲） | 葛大為   | 宇宙人 方Q、米奇林 MCKY | 曾沛慈 |
| 5.   | 大风吹（台湾篇插曲）       | 张简君伟 | Oliver、张简君伟        | 曾沛慈 |

## 收視率

### 台視首播收視率
- 開播初期，台灣篇、新加坡篇採單、雙週方式播出。9月27日起改為台灣篇、新加坡篇採為當天各播出一集。

| 播出日期       | 週數       | AC尼尔森 無線收視率 | 備註           |
| -------------- | ---------- | ------------------- | -------------- |
| 2019年8月30日  | 1          | 0.55                | 台灣篇         |
| 2019年9月6日   | 2          | 0.24                | 新加坡篇       |
| 2019年9月13日  | 3          | 0.16                | 台灣篇         |
| 2019年9月20日  | 4          | 0.20                | 新加坡篇       |
| 2019年9月27日  | 5          | 0.25                |                |
| 2019年10月4日  | 6          | 0.14                |                |
| 2019年10月11日 | 7          | 0.27                |                |
| 2019年10月18日 | 8          | 0.26                |                |
| 2019年10月25日 | 9          | 0.23                |                |
| 2019年11月1日  | 10         | 0.29                |                |
| 2019年11月8日  | 11         | 0.24                |                |
| 2019年11月15日 | 12         | 0.27                |                |
| 2019年11月22日 | 13         | 0.23                |                |
| 2019年11月29日 | 14         | 0.17                |                |
| 2019年12月6日  | 15         | 0.19                |                |
| 2019年12月13日 | 16         | 0.22                |                |
| 2019年12月20日 | 17         | 0.15                |                |
| 2019年12月27日 | 18         | 0.16                |                |
| 2020年1月3日   | 19         | 0.23                | 台灣篇最終回   |
| 2020年1月10日  | 20         | 0.20                | 新加坡篇最終回 |
| 平均收視率     | 平均收視率 | 台灣篇0.28          | 新加坡篇0.19   |

- 由AC尼爾森調查，調查範圍是四歲以上收看電視之觀眾。
- 資料來源：台灣-偶像劇場（页面存档备份，存于）、凱絡媒體週報（页面存档备份，存于）、AC尼尔森

## 同時段或交叉時段作品
注：此章節不記載重播（包括從其他當地電視台的重播節目）、新聞節目或電影
- 新傳媒5頻道：Lion Mums（第三系列）／Fried Rice Paradise／Body and Soul（第七系列）／Talking Point
- 新傳媒8頻道：《詭探》／《健康123 Sr. 3》／《食尚口袋名单》
- 新傳媒U頻道：《北京到莫斯科》／《混口饭吃而已》／《誰來晚餐》／《边缘老人》／《進擊的台灣》
- HUB娛家戲劇台：《倚天屠龍記》／《愛·回家之開心速遞》
- HUB都會台：《非常完美》／《地球的慶典》／《女兒們的戀愛》／《了不起的孩子》／《勇闖日本秘境》／《綜藝玩很大》／《金秘書為何那樣》／《種菜女神》／《這！就是原創》
- 佳樂台：《都挺好》／《白髮》／《2019中国好声音》
- e樂：《2019中国好声音》
- 華視：《用九柑仔店》
- 東森綜合台：《女人28》／《閨蜜愛旅行》
- 三立台灣台：《炮仔聲》／《天之蕉子》
- 三立都會台：《用九柑仔店》
- TVBS頻道：《地球黃金線》
- TVBS歡樂台：《女人我最大》
- 八大綜合台：《靈異街11號》
- 衛視中文台：《遺失的1/2》
- 民視：《大時代》／《綜藝新時代》

## 製作團隊
- 出品人：黃崧、楊斯亞、梁露明、林美嬌
- 監製：王小棣、梁來玲、黃若銘
- 總導演：王小棣
- 導演：柯貞年、葉佩娟、曾培善、陳金祥
- 製作人：吳宗翰、陳毅軒、安哲毅
- 編劇統籌：王小棣、陳玉勳、陳耀
- 編劇：溫郁芳、張可欣、吳怡靜、陸儀、沈珮如、白雪寧、張富琪
- 編劇助理：楊先婕、李姿萱
- 音樂總監：陳建騏、羅恩妮
- 作曲：王令翔、莊鈞智、Tomm Matthews、唐詩婷

## 取景
- 台灣
  - 臺北火車站
  - 圓山大飯店
  - 錦和派出所
  - 江翠派出所
  - 板橋八德公園
  - 法務部行政執行署新北分署弘道樓
  - 淡水道路
  - 三芝民宿
  - 古記雞.私房菜.居酒屋
  - 建國高架停車場
  - 盧友琦的家
- 新加坡
  - 藝術科學博物館
  - 濱海藝術中心
  - 克蘭芝賽馬場
  - 克拉碼頭

## 獎項
第55屆金鐘獎
| 年度   | 大獎         | 獎項       | 入圍者                                                                                          | 結果 |
| ------ | ------------ | ---------- | ----------------------------------------------------------------------------------------------- | ---- |
| 2020年 | 第55屆金鐘獎 | 聲音設計獎 | 陳建騏、羅恩妮、葉約瑟、王逸勳、邱昇元、陳炫宇、王令翔、莊鈞智、唐詩婷、 Thomas Andrew Matthews | 提名 |

红星大奖2021
| 年度   | 大奖     | 獎項                   | 入圍者                 | 結果 |
| ------ | -------- | ---------------------- | ---------------------- | ---- |
| 2021年 | 红星大奖 | 最佳男主角             | 黃俊雄（台灣篇）       | 提名 |
| 2021年 | 红星大奖 | 最佳男主角             | 陈泂江（新加坡篇）     | 提名 |
| 2021年 | 红星大奖 | 最佳男配角             | 方伟杰（新加坡篇）     | 提名 |
| 2021年 | 红星大奖 | 青苹果奖               | 林道锐（新加坡篇）     | 提名 |
| 2021年 | 红星大奖 | 最佳主题曲             | 人间失格（李玖哲）     | 提名 |
| 2021年 | 红星大奖 | 最佳电视剧（新加坡篇） | 最佳电视剧（新加坡篇） | 提名 |

## 作品的變遷
| 新加坡 新傳媒8頻道 每週一至週五 21:00 - 22:00 | 新加坡 新傳媒8頻道 每週一至週五 21:00 - 22:00                    | 新加坡 新傳媒8頻道 每週一至週五 21:00 - 22:00 |
| --------------------------------------------- | ---------------------------------------------------------------- | --------------------------------------------- |
|                                               | 你那邊怎樣·我這邊OK（新加坡篇） （2019年8月26日－2019年9月20日） |                                               |
| 我的万里挑一 (2019年7月22日－2019年8月23日)   | 警徽天职之海岸卫队 (2019年9月23日－2019年10月18日)               |                                               |
| 新加坡 新傳媒U頻道 每週一至週五 22:00 - 23:00 |                                                                  |                                               |
| 同盟 （2019年7月17日－2019年8月23日）         | 你那邊怎樣·我這邊OK（台灣篇） （2019年8月26日－2019年9月20日）   | 花游记 （2019年9月23日－2019年11月5日）       |

| 臺灣 台視主頻 周五優質戲劇                      | 臺灣 台視主頻 周五優質戲劇                                                                                                   | 臺灣 台視主頻 周五優質戲劇 |
| ----------------------------------------------- | --- | -------------------------- |
|                                                 | 你那邊怎樣·我這邊OK（台灣篇） （2019年8月30日－2020年1月3日）你那邊怎樣·我這邊OK（新加坡篇） （2019年9月6日－2020年1月10日） |                            |
| 我們不能是朋友 （2019年5月31日－2019年8月23日） | 花遊記（週一至週五） （2020年1月13日－2020年2月27日）                                                                        |                            |

| 臺灣 八大戲劇台 每週日 20:00 - 22:00           | 臺灣 八大戲劇台 每週日 20:00 - 22:00 | 臺灣 八大戲劇台 每週日 20:00 - 22:00 |
| ---------------------------------------------- | --- | ------------------------------------ |
|                                                | 你那邊怎樣·我這邊OK（台灣篇） （2019年9月1日－2020年1月5日）你那邊怎樣·我這邊OK（新加坡篇） （2019年9月8日－2020年1月12日）                             |                                      |
| 我們不能是朋友 （2019年6月2日－2019年8月25日） | 我的男孩（重播） （週六、日20:00 - 21:30） （2020年1月19日－2020年3月28日）一起幹大事（重播） （週六、日21:30 - 22:00） （2020年1月19日－2020年6月7日） |                                      |

| 马来西亚 八度空间 星期一至四 21:30 - 22:30 · 10月7日因播映中国好声音总决赛，暂停播映 · 12月2日起，星期一至五 21:30 - 22:30 | 马来西亚 八度空间 星期一至四 21:30 - 22:30 · 10月7日因播映中国好声音总决赛，暂停播映 · 12月2日起，星期一至五 21:30 - 22:30       | 马来西亚 八度空间 星期一至四 21:30 - 22:30 · 10月7日因播映中国好声音总决赛，暂停播映 · 12月2日起，星期一至五 21:30 - 22:30 |
| --- | --- | --- |
| | 你那邊怎樣·我這邊OK (台湾篇) （2019年10月2日－2019年11月6日） 你那邊怎樣·我這邊OK（新加坡篇） （2019年11月7日 －2019年12月10日） | |
| 逆行者 （2019年8月19日－2019年10月1日）                                                                                    | 祖先保佑2 （2019年12月11日－2020年1月14日）                                                                                      | |

| 新加坡 新传媒U频道 （重播）星期二至六 00:30-02:30 （两集连播） · 8月9日因新加坡國慶日，暫停播映 | 新加坡 新传媒U频道 （重播）星期二至六 00:30-02:30 （两集连播） · 8月9日因新加坡國慶日，暫停播映 | 新加坡 新传媒U频道 （重播）星期二至六 00:30-02:30 （两集连播） · 8月9日因新加坡國慶日，暫停播映 |
| --- | ----------------------------------------------------------------------------------------------- | --- |
| | 你那邊怎樣·我這邊OK（台灣篇） （2019年12月19日－2020年1月1日)                                   | |
| 购物王路易（重播） （2019年12月4日 - 2019年12月18日） | 你也是人类吗 (重播） （2020年1月2日－2020年1月17日）                                            | |
| （重播）星期六至日 17:00 - 19:00 |                                                                                                 | |
| 婦仇者聯盟（重播） （2020年6月7日－2020年7月5日） | 你那邊怎樣·我這邊OK（台灣篇） （第1-18集） （2020年7月11日－2020年8月8日）                      | 宅人食堂3 （2020年8月9日）（16:30-17:25）誰是凶手？ （2020年8月9日）（17:25-18:10）14天的同居人 （2020年8月9日）（18:10-18:40）国庆献词2020 （2020年8月9日）（18:40-19:00）你那边怎样·我这边OK（台湾版）（重播） （第19-20集） （2020年8月15日） |
| （重播）星期六至日 17:00 - 19:00 |                                                                                                 | |
| 你那边怎样·我这边OK（台湾版）（重播） （第1-18集） （2020年7月11日—2020年8月8日）宅人食堂3 （2020年8月9日）（16:30-17:25）誰是凶手？ （2020年8月9日）（17:25-18:10）14天的同居人 （2020年8月9日）（18:10-18:40）国庆献词2020 （2020年8月9日）（18:40-19:00） | 你那邊怎樣·我這邊OK（台灣篇） （第19-20集） （2020年8月15日）                                   | 人偶之家（重播） （2020年8月16日—2020年12月19日） |

| 新加坡 新傳媒8頻道 星期一至五 17:30 - 18:30（若当日为公共假期暂停播映） | 新加坡 新傳媒8頻道 星期一至五 17:30 - 18:30（若当日为公共假期暂停播映）   | 新加坡 新傳媒8頻道 星期一至五 17:30 - 18:30（若当日为公共假期暂停播映） |
| ----------------------------------------------------------------------- | ------------------------------------------------------------------------- | ----------------------------------------------------------------------- |
|                                                                         | 你那邊怎樣·我這邊OK（新加坡篇） （重播） （2020年6月26日－2020年7月23日） |                                                                         |
| 一切从昏睡开始 （重播） （2020年5月29日－2020年6月25日）                | 我的万里挑一 （重播） （2020年7月24日－2020年8月28日）                    |                                                                         |
| 星期六至日 16:30 - 18:30                                                |                                                                           |                                                                         |
| 警徽天职之海岸卫队 （重播） （2022年6月25日－2022年7月24日）            | 你那邊怎樣·我這邊OK（新加坡篇） （重播） （2022年7月30日－2022年9月3日）  | 志在四方2 （重播） （2022年9月4日－2022年10月 日）                      |